# میکی ماوس
میکی ماوس (به انگلیسی: Mickey Mouse) یک شخصیت کارتونی آمریکایی است که در سال ۱۹۲۸ توسط والت دیزنی و آب آیورکس خلق شد. میکی که مدت‌ها نماد و طلسم شرکت والت دیزنی بوده است، یک موش انسان‌واره است که معمولاً شلوارک قرمز، کفش‌های بزرگ و دستکش‌های سفید می‌پوشد. او اغلب با گروهی از شخصیت‌ها از جمله دوست‌دخترش مینی ماوس، سگ خانگی‌اش پلوتو، بهترین دوستانش دانلد داک و گوفی، و دشمنش پیت به تصویر کشیده می‌شود.
میکی به عنوان جایگزینی برای شخصیت قبلی دیزنی، اسوالد، خرگوش خوش‌شانس، خلق شد. قرار بود نام این شخصیت نخست «مورتیمر ماوس» باشد، تا اینکه لیلیان، همسر دیزنی، «میکی» را پیشنهاد کرد. میکی ابتدا در دو فیلم کوتاه سال ۱۹۲۸ به نام‌های هواپیمای دیوانه و گاوچران پرشتاب (که برای توزیع انتخاب نشدند) ظاهر شد، پیش از اینکه در کشتی بخار ویلی در سال ۱۹۲۸ به صورت عمومی معرفی شود. این شخصیت در بیش از ۱۳۰ فیلم ظاهر شد که بیشتر آن‌ها فیلم‌های کوتاه و همچنین فیلم‌های بلندی مانند فانتازیا در سال ۱۹۴۰ بودند. از سال ۱۹۳۰، میکی به طور گسترده در داستان‌های مصور (از جمله داستان مصور میکی ماوس که ۴۵ سال ادامه داشت) و کتاب‌های کمیک (مانند میکی ماوس) حضور داشته است. این شخصیت همچنین در مجموعه‌های تلویزیونی مانند باشگاه میکی ماوس (۱۹۵۵–۱۹۹۶) نیز به نمایش درآمده است.
میکی که از شخصیت‌های فیلم‌های صامت مانند چارلی چاپلین و داگلاس فربنکس الهام گرفته شده بود، به طور سنتی به عنوان یک قهرمان دوست‌داشتنی به تصویر کشیده می‌شود که با وجود چالش‌های بزرگ‌تر از خودش، با جسارت و زیرکی از پس آن‌ها برمی‌آید. به تصویر کشیدن این شخصیت به عنوان یک موش کوچک از طریق قد کوتاه و صدای زیر او تجسم یافته است؛ صدایی که در ابتدا توسط والت دیزنی ارائه می‌شد. میکی با وجود اینکه در ابتدا به عنوان یک شخصیت دوست‌داشتنی و کمی سرکش شناخته می‌شد، به مرور زمان به یک بچه‌مثبت تبدیل شد و معمولاً به عنوان یک قهرمان پرشور و در عین حال تکانشی دیده می‌شود.
میکی همچنین در رسانه‌هایی مانند بازی‌های ویدئویی و محصولات تجاری ظاهر می‌شود و یک شخصیت قابل ملاقات در پارک‌های دیزنی است. او یکی از شناخته‌شده‌ترین و تحسین‌شده‌ترین شخصیت‌های خیالی در جهان است. ده کارتون میکی نامزد جایزه اسکار بهترین پویانمایی کوتاه شدند که یکی از آن‌ها، پنجه‌ای قرض بده، این جایزه را در سال ۱۹۴۱ از آن خود کرد. در سال ۱۹۷۸، میکی اولین شخصیت کارتونی بود که ستاره‌ای در پیاده‌روی مشاهیر هالیوود دریافت کرد.

## پیدایش
میکی‌موس شخصیتی بود که جایگزین اسوالد، خرگوش خوش‌شانس شد شخصیتی که توسط یک تولید کنندهٔ فیلم به نام چارلز مینتز برای استودیو دیزنی ساخته شده بود و توسط یونیورسال استودیوز به توزیع محصول می‌پرداخت.

## صداگذاری
کارتون میکی موس به وسیله خود دیزنی صداگذاری شد. بعداً این وظایف را جیم مک‌دونالد انجام داد و امروزه وین آلوین صدای متمایز میکی را ایجاد می‌کند.